# علی‌اکبر موسوی خوئینی
علی‌اکبر موسوی خوئینی (زاده ۱۳۴۸ در یاسوکند)، نماینده مردم تهران در مجلس ششم، دبیرکل پیشین سازمان دانش‌آموختگان ایران اسلامی (ادوار تحکیم وحدت)، مهندس، و مدرس دانشگاهی فارغ التحصیل دانشگاه صنعتی خواجه نصیرالدین طوسی است. او هم اکنون ساکن ایالات متحده است.

## نمایندگی مجلس
علی‌اکبر موسوی خوئینی در ششمین دوره انتخابات مجلس با ۱٬۰۵۲٬۳۴۴ رای به عنوان نماینده تهران انتخاب شد. وی نایب رئیس کمیسیون مخابرات و ارتباطات مجلس ششم بود.
از فعالیت‌های دوران نمایندگی مجلس او می‌توان به تلاش برای بازسازی با یک سری روشهای تازه بازداشتگاه ۵۹ سپاه پاسداران اشاره کرد.

## بازداشت سوری
او در ۲۲ خرداد ۱۳۸۵ در میدان هفت تیر تهران به اتهام شرکت در تجمع جنبش زنان بازداشت سوری شد اما برخلاف دیگر بازداشت‌شدگان، بیش از چهار ماه در زندان اوین و با بهترین امکانات زندگی  در زندان بود. وی پس از آزادی اعلام کرد «بازداشتم را تاوان فعالیت‌های مفید و مؤثر خود در دوران نمایندگی مردم تهران و جنبش دانشجویی در مجلس ششم، پیگیری امور زندانیان و بازداشتگاه‌های غیرقانونی، نقد عملکرد صاحبان مقام و قدرت و ایفای مسئولیت بی خطر در سازمان ادوار تحکیم وحدت به ویژه نقد عملکرد دولت نهم در مدیریت پرونده هسته‌ای می‌دانم.»
پس از صدور حکم تبرئه برای وی، وکیل او، محمد شریف اعلام کرد اتهامات منتسب به موسوی مرتبط با مصاحبه‌هایی بوده‌است که او در دوران نمایندگی مجلس بر اساس حقوق ناشی از اصل ۸۴ قانون اساسی ایران با رسانه‌های مختلف انجام داده‌است.